# Comunicações no Ceará
O setor econômico das comunicações do estado brasileiro do Ceará está em fase de desenvolvimento e expansão. O Estado conta com emissoras de televisão e emissoras de rádio, além de um hub tecnológico e um cinturão digital.

## Emissoras de rádio e televisão
O Estado conta atualmente com 16 emissoras de televisão. São emissoras concessionadas pela ANATEL. Conta também com 211 emissoras de rádio concessionadas pela ANATEL

## Grupos de comunicação
estão presentes no Estado grupos de comunicação de pequeno, médio e grande porte, englobando em suas atividades mídia, rádio, televisão e internet. Entre esses grupos estão o Grupo Cearasat de Comunicação, o Sistema Jangadeiro de Comunicação, o Grupo Cidade de Comunicação, o Grupo de Comunicação O Povo e o Sistema Verdes Mares.

## Cinturão digital
O Cinturão digital é composto de uma estrutura (backbone) de fibra ótica contendo Anéis, Subanéis e Derivações (ramificações que saem do anel) com pontos que permitem a interconexão ao mesmo, medindo 4.150 Km mantido pelo Governo do Estado do Ceará (Etice) e 3.910 Km mantido por parceiros totalizando 8.060 Km que possibilita atender cerca de 90% da população urbana do Estado do Ceará. Seu propósito é viabilizar o acesso à internet de alta qualidade a todos os órgãos públicos do Estado e possibilitar que a população tenha acesso a serviços digitais como internet, videoconferência, TV Digital, telefonia celular etc., constituindo-se em ferramenta indispensável ao desenvolvimento econômico do Estado. Atualmente, mais de 3 milhões de usuários são impactos pelo CDC, seja diretamente, seja pela interposição de mais de 500 provedores.

## Mídia impressa
Entre os periódicos de grande circulação, o estado conta atualmente com o Correio do Ceará, o Diário do Nordeste, O Estado e o Jornal O Povo.